# Diplazium speciosum
Diplazium speciosum är en majbräkenväxtart som beskrevs av Carl Ludwig Blume.
Diplazium speciosum ingår i släktet Diplazium och familjen Athyriaceae. Utöver nominatformen finns också underarten Diplazium speciosum  major.